# Jargil
Jargil (ros. Яргиль) – wieś w Rosji, w Dagestanie, w rejonie chiwskim. W 2010 liczyła 39 mieszkańców, głównie Tabasaranów.